# Georg Jung (Heimatforscher)
Georg Jung (* 27. Juni 1878 in Höchst am Main; † 16. Dezember 1958 in Hadamar) war ein deutscher Heimatforscher. Von Jung stammen zahlreiche Beiträge zur Geschichte der Stadt Hadamar.
Jung wurde als Sohn eines Lehrers geboren. Sein Abitur legte er am Gymnasium in Montabaur ab. Im Anschluss studierte er an den Universitäten in München, Bonn und Marburg Geisteswissenschaften und arbeitete nach seinem Abschluss als Gymnasiallehrer. Als Studienrat kam er an das Gymnasium in Hadamar, wo er auch über seine Pensionierung hinaus lebte.